# تشارلز إم. لورينغ
تشارلز إم. لورينغ (بالإنجليزية: Charles M. Loring)‏ هو شخصية أعمال أمريكي، ولد في 13 نوفمبر 1833 في بورتلاند في الولايات المتحدة، وتوفي في 18 مارس 1922 في منيابولس في الولايات المتحدة.